# Montels (Hérault)
Montels (okzitanisch: Montelhs) ist eine französische Gemeinde mit 243 Einwohnern (Stand: 1. Januar 2022) im Département Hérault in der Region Okzitanien. Sie gehört zum Arrondissement Béziers und zum Kanton Saint-Pons-de-Thomières. Die Einwohner werden Montélois genannt.

## Geographie
Die Gemeinde Montels liegt an der Grenze zum Département Aude, etwa 16 Kilometer westsüdwestlich von Béziers und 20 Kilometer von der Mittelmeerküste entfernt. Umgeben wird Montels von den Nachbargemeinden Capestang im Norden und Osten, Cuxac-d’Aude im Süden sowie Ouveillan im Westen.

## Bevölkerungsentwicklung
| Jahr                       | 1962 | 1968 | 1975 | 1982 | 1990 | 1999 | 2006 | 2014 | 2020 |
| Einwohner                  | 147  | 140  | 127  | 123  | 134  | 168  | 221  | 250  | 249  |
| Quellen: Cassini und INSEE |      |      |      |      |      |      |      |      |      |

## Sehenswürdigkeiten

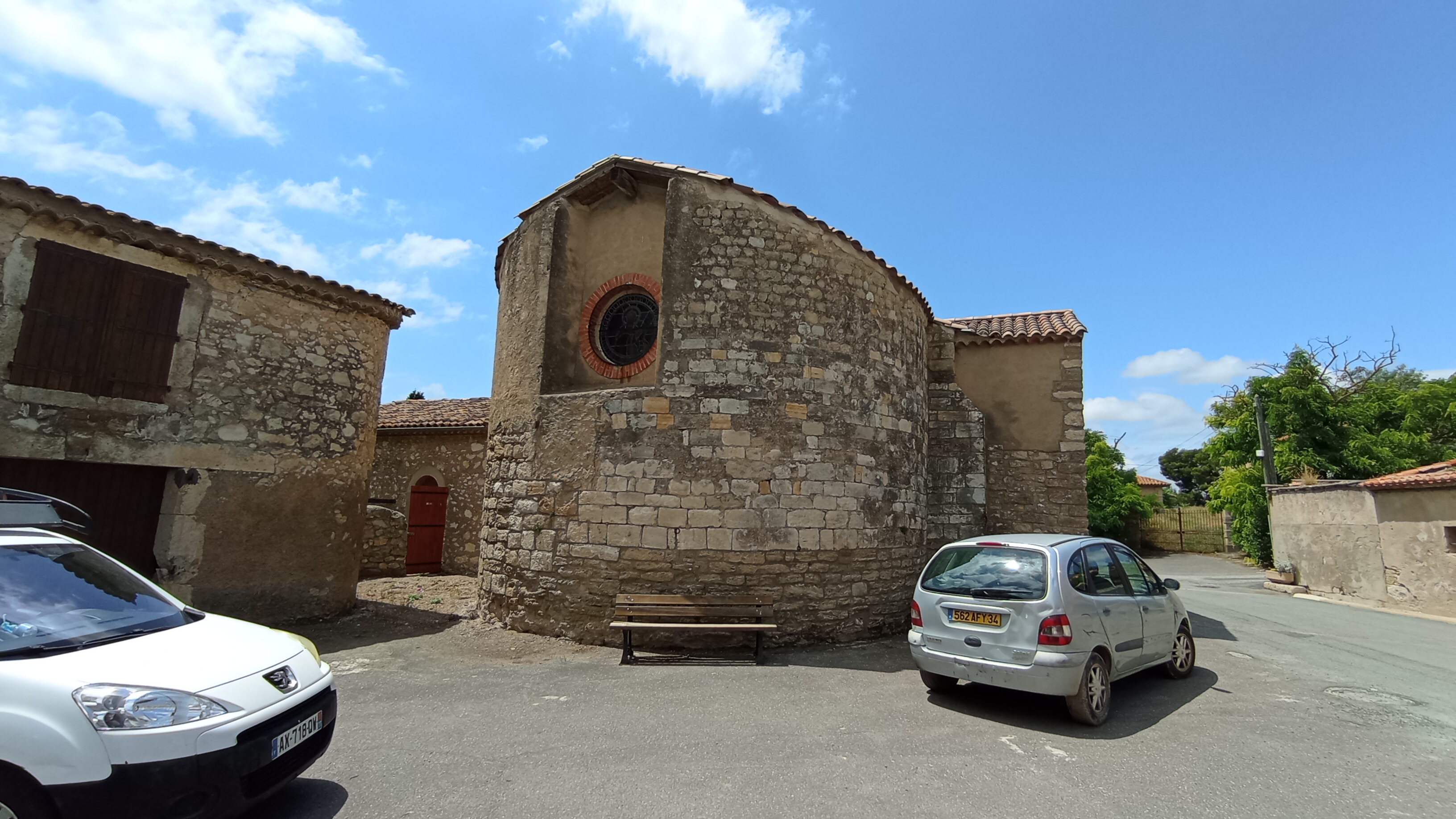
Kirche Saint-André

- Kirche Saint-André